# Zonitis glasunowi
Zonitis glasunowi is een keversoort uit de familie van oliekevers (Meloidae). De wetenschappelijke naam van de soort is voor het eerst geldig gepubliceerd in 1893 door Semenov.